# Galería de Arte de la Universidad Yale
La Galería de Arte de la Universidad Yale (en inglés: Yale University Art Gallery) alberga una importante colección de arte en varios edificios en el campus de la Universidad Yale en New Haven, Connecticut. A pesar de que abarca todas las culturas y épocas, la Galería posee colecciones especialmente renombradas de pintura italiana, escultura africana y arte moderno. Sus colecciones de artes decorativas y bellas artes estadounidenses se encuentran entre las mejores del país.

## Historia
La galería fue fundada en 1832, siendo la más antigua de una universidad occidental. El artista John Trumbull donó aquel año a la Universidad de Yale más de 100 pinturas del Revolución Americana y diseñó la que habría de ser la galería original. Este edificio, en el antiguo campus, fue destruido en 1901.
El edificio principal actual fue construido en 1953 y fue uno de los primeros diseñados por Louis Kahn, profesor de arquitectura en la misma universidad. En 2006 se realizó una renovación completa de las instalaciones por Polshek Partnership Architects, para acercarla a la visión original que tenía el fundador, Kahn. La edificación más antigua que se conserva en un estilo imitando la arquitectura románica fue construida en 1928 y diseñada por Egerton Swartwout. La instalación reabrió el 12 de diciembre de 2012, después de una nueva renovación y ampliación.

## Colección permanente
La colección permanente con fines educativos reúne más de 185 000 piezas de arte, que abarca desde la Edad Antigua hasta el presente, e incluye:

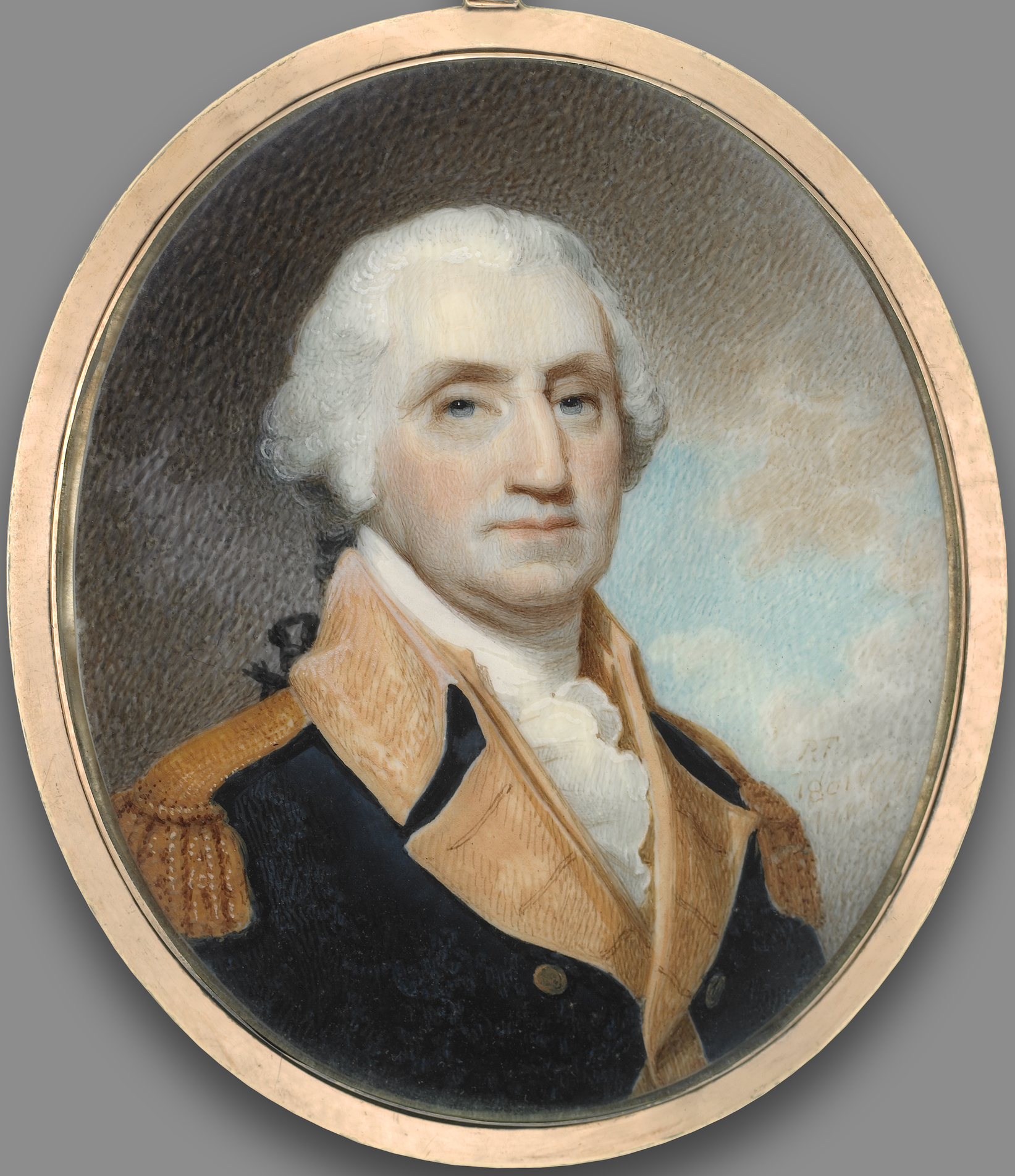
Miniatura de George Washington por Robert Field (1800)

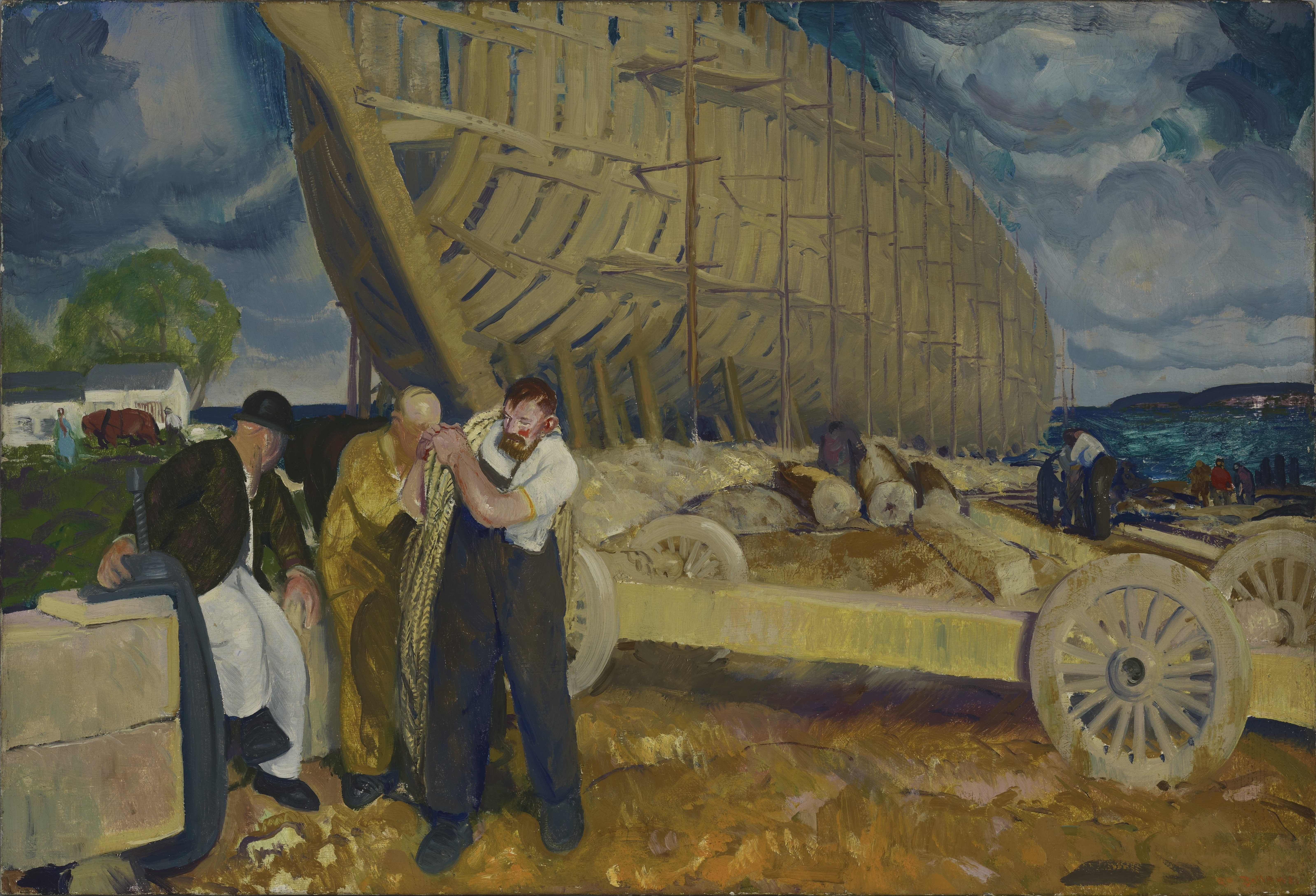
Constructores de barcos por George Bellows, 1916.

- Arte africano: alrededor 1000 piezas en madera, metal, marfil y cerámica.
- Artes decorativas estadounidenses: aproximadamente 18 000 piezas en plata, vidrio, madera, porcelana y telas con especial énfasis en el periodo colonial y primera época de la federación.
- Pintura y escultura estadounidense: unas 2500 pinturas, 500 esculturas y 300 miniaturas desde mediados del siglo XX, que incluyen pinturas de Benjamin West, John Singleton Copley, Albert Bierstadt, Frederic Church, Frederic Remington, Thomas Eakins, Winslow Homer, George Bellows, John Singer Sargent, Edwin Austin Abbey, Arthur Dove, Elizabeth Goodridge y Edward Hopper, así como esculturas de Hezekiah Augur, Hiram Powers, Horatio Greenough, William Henry Rinehart, Chauncey Ives, Alexander Archipenko y Alexander Calder.
- Arte antiguo: unos 13 000 objetos desde Oriente Próximo, Antiguo Egipto, Grecia Antigua, Etruria y Roma, desde el neolítico hasta el Imperio Bizantino.
- Arte de civilizaciones precolombinas: figuras, vasijas y esculturas mayas y olmecas.
- Artes asiático.
- Monedas y medallas
- Arte occidental: incluye pinturas de maestros europeos entre el gótico y el siglo XIX como Ambrogio Lorenzetti, Luca di Tommè, Antonio del Pollaiuolo, Gentile da Fabriano, Pontormo (La Madonna del libro), Quinten Massys, Lucas Cranach el Viejo, Holbein, Rubens, Abraham Bloemaert, Frans Hals, Delacroix, Édouard Manet, Claude Monet, Paul Gauguin y Van Gogh (con su famoso interior El café de noche). En los últimos años ha ganado notoriedad el cuadro La educación de la Virgen al haberse atribuido a Diego Velázquez.
- Arte moderno y contemporáneo: incluye pinturas y esculturas de Josef Albers, Edgar Degas, Marcel Duchamp, Alberto Giacometti, Joan Miró, Piet Mondrian, Pablo Picasso, Mark Rothko y Roy Lichtenstein.
- Grabados, dibujos y fotografías: con ejemplares de estampas tan famosas como Combate de hombres desnudos de Antonio del Pollaiuolo o Melancolía I de Durero. En 2005, el museo anunció que había adquirido 1465 impresiones en gelatina de plata del fotógrafo paisajista estadounidense, Robert Adams. En 2009, el museo montó una exposición de su extensa colección de Picasso con pinturas y dibujos, en colaboración con el Museo de Artes Nasher de la Universidad de Duke.[2] Por primera vez se mostraron los archivos conservados en la biblioteca de Yale de Gertrude Stein, con dibujos de Picasso.[2]